# Gabriel Despland
Gabriel Despland, né le 4 décembre 1901 à Villars-Lussery et mort le 27 janvier 1983 à Lausanne (originaire de Genève, Rougemont et Cossonay), est une personnalité politique suisse, membre du Parti radical-démocratique (PRD).
Il est député du canton de Vaud au Conseil national de septembre 1941 à juin 1943, puis au Conseil des États jusqu'en décembre 1944 et à nouveau entre 1947 et 1967. Il est parallèlement membre du Conseil d'État du canton de Vaud de 1944 à 1961.

## Biographie
Gabriel Despland naît le 4 décembre 1901 à Villars-Lussery, dans le canton de Vaud. Il est originaire de deux autres communes du canton, Rougemont et Cossonay, et de Genève. Il est le petit-fils des conseillers nationaux radicaux Maurice Despland par son père et Jean Cavat par sa mère.
Après avoir suivi des études de vétérinaire à Lausanne (où il devient Helvétien), puis à Berne, études qu'il achève en 1926, il pratique à Échallens,.
Il est marié à Hélène Isabelle Rochat et a le grade de colonel à l'armée.

## Parcours politique
Il est élu à la municipalité et à la syndicature de sa commune de naissance en 1933. L'année suivante, il devient député au Grand Conseil du canton de Vaud. Il le préside en 1943. En 1937, il est l'un des promoteurs d'une initiative anticommuniste largement acceptée par le peuple.
En 1941, il est élu au Conseil national puis, en 1943, passe au Conseil des États en prenant le siège de Louis Chamorel. Il quitte ce conseil le 1er décembre 1944. Il est alors remplacé par Frédéric Fauquex. En 1947, il s'est à nouveau présenté aux Conseil des Etats et y est réélu. Il y siégea de décembre 1947 à décembre 1967 et le présidera en 1960.

### Conseil d'État
Le 3 décembre 1944[réf. nécessaire], il entre au Conseil d'État vaudois. où il prend en charge le Département des travaux publics et ensuite le Département de l’intérieur. Il y freine notamment les profondes réformes de l’administration que réclament les libéraux et la Ligue vaudoise et introduit en deux étapes (1946 et 1960) le suffrage proportionnel, tout en découpant le canton en trente arrondissements pour permettre à son parti de conserver plusieurs de ses bastions. Le système électoral qu'il met en place reste en vigueur jusqu'en 1998.
Il joue un rôle majeur dans l'obtention du droit de vote des femmes dans le canton de Vaud. À la suite d'un décret adopté le 19 mai 1958 par le Grand Conseil et à la demande des suffragistes vaudoises, il décide en effet d’organiser une votation cantonale sur le droit de vote et d’éligibilité des femmes au niveau cantonal en même temps que la votation fédérale sur le même sujet, le 1er février 1959. Ainsi, les Vaudoises deviennent les premières Suissesses à obtenir les droits politiques, huit ans après l’échec en votation populaire de 1951. Il copréside avec Antoinette Quinche le comité d’action qui milite à cette occasion en faveur du « oui »,.
Il quitte l'exécutif cantonal en 1961.

### Autres mandats
Il préside l'Exposition nationale suisse de 1964 à partir de 1961.